# Paropsia gabonica
Paropsia gabonica är en passionsblomsväxtart som beskrevs av Franciscus Jozef Breteler. Paropsia gabonica ingår i släktet Paropsia och familjen passionsblomsväxter. Inga underarter finns listade i Catalogue of Life.